# Jordbävningen i Lissabon 1755
Jordbävningen i Lissabon 1755 inträffade i havet nära Lissabon i Portugal den 1 november (allhelgonadagen) detta år. Skalvets epicentrum har beräknats ha legat 200 kilometer sydväst om Kap Sankt Vincent, och man tror idag att jordbävningen var i närheten av nio på Richterskalan. Jordbävningen försvagade, genom sin omfattning, Portugal som land och inverkade menligt på landets stormaktsambitioner.

## Skalvet
Skalvet inträffade klockan 09.30 på förmiddagen. Skalvet varade cirka sex minuter och orsakade skada i Lissabon. En halvtimme efter skalvet kom en flera meter hög tsunami. Tsunamin drabbade även hela den portugisiska kusten, särskilt Algarve. Tre meter höga vågor drabbade dessutom norra Europa, och orsakade skada längs England och Irlands kust. I Spanien drabbades städerna Cádiz, Huelva och Sevilla av skador. I Marocko omkom människor till följd av både jordbävningen och tsunamin. Människor omkom också av tsunamin i de karibiska öarna Martinique och Barbados. Lissabon drabbades också hårt av bränder efter jordbävningen och tsunamin. Branden varade i fem dagar innan den självslocknade, efter att förstört flera byggnader som klarat både skalvet och tsunamin.
Den sammanlagda dödssiffran tros ha hamnat på någonstans mellan 40 000 och 100 000, varav de flesta (30 000–90 000) i Lissabon-regionen. Jordbävningen förstörde mycket kultur i Lissabon. Kyrkor, museer och operor ödelades, liksom det kungliga palatset. Likaså förstördes det kungliga biblioteket med mer än 70 000 böcker och hundratals målningar gjorda av ett flertal berömda konstnärer. De kungliga arkiven, som hade material från upptäckare och sjöfarare som Vasco de Gama, förstördes likaså.
Ekonomiske historikern Álvaro Pereira har beräknat att 30 000 till 40 000 av stadens totalt 200 000 individer förolyckades i samband med jordbävningen och den efterföljande tsunamin. Ytterligare 10 000 kan ha mist livet i Marocko. En senare studie från 2009 av samtida rapporter efter första-november-händelser menar dock att rapporteringen efter katastrofen var svår att tolka och möjligen kan ha blandat samman data från en serie jordbävningar 18–19 november Pereira uppskattade den sammanlagda dödssiffran för Portugal, Spanien och Marocko, från jordbävningen och de efterföljande bränderna och tsunamierna, till 40 000–50 000.

## Efterspel
Premiärministern markisen av Pombal ledde återuppbyggnaden av staden. Men den fick ett helt annat utseende än före katastrofen, med raka gator, stora fyrkantiga torg och rätvinkliga kvarter.
Jordbävningen brukar ses som början på seismologin som vetenskap. Immanuel Kant utvecklade i samband därmed en teori om hur jordbävningar uppstår. Teorin visade sig senare vara felaktig, men den var ändå det första försöket att förklara hur jordbävningar uppstår. Markisen av Pombal samlade in information om skalvet, som till exempel antalet efterskalv efter jordbävningen.
Skalvet inträffade under upplysningstiden, vilket utlöste en debatt rörande teodicéproblemet, där Voltaire skrev sin dikt "Poème sur le desastre de Lisbonne" som en del i debatten.